# Юдит Тюринзька
Юдит (Ютта) Тюринзька (нім. Judith von Thüringen, чеськ. Judita Durynská; ? — 9 вересня після 1174) — княгиня, потім королева Чехії, друга дружина короля Чехії Владислава II (I), донька ландграфа Тюрінгії Людвіга I і Гедвіги фон Гуденсберг.

## Життєпис

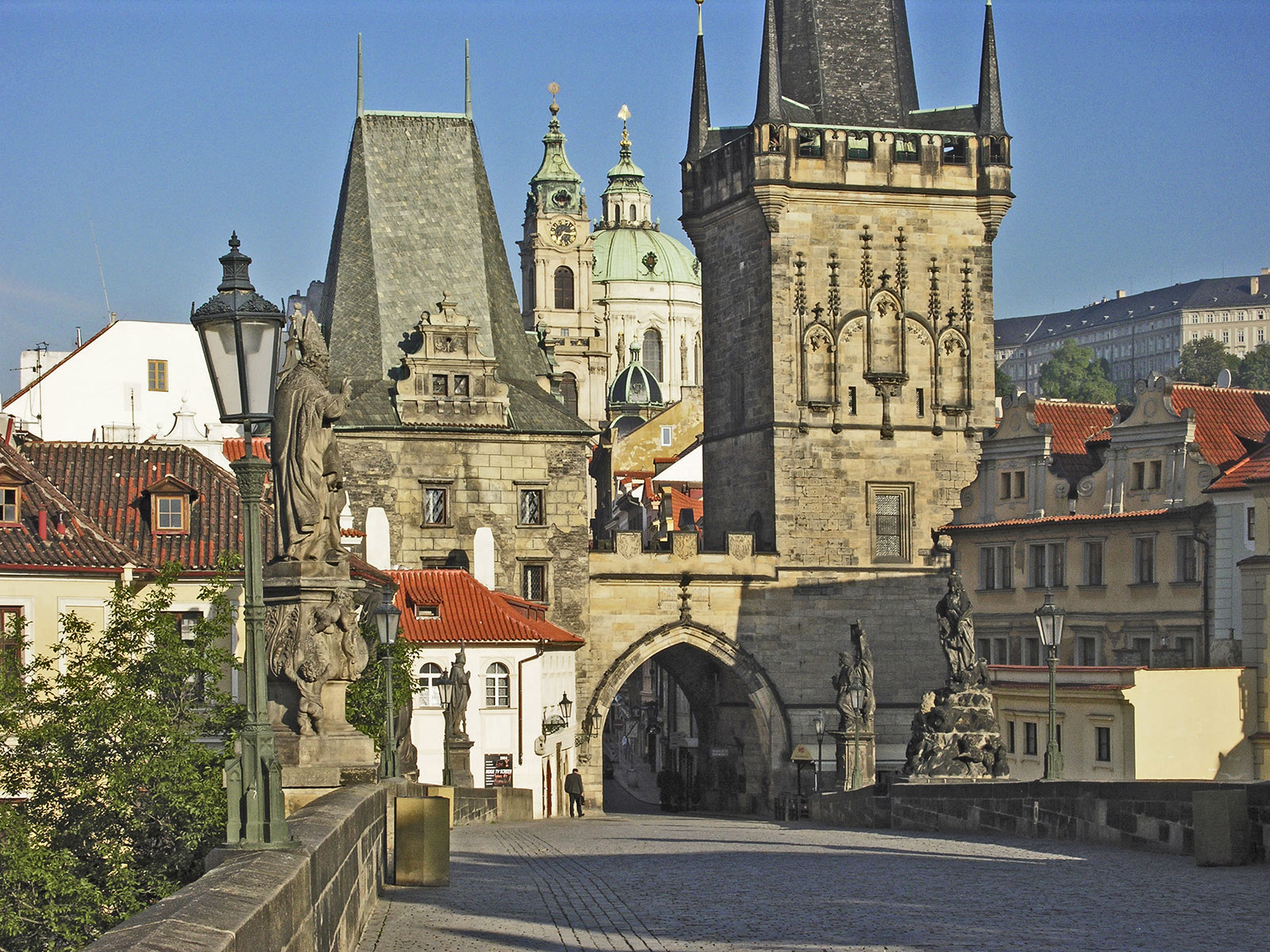
Юдитина башта (ліворуч), Карлів міст

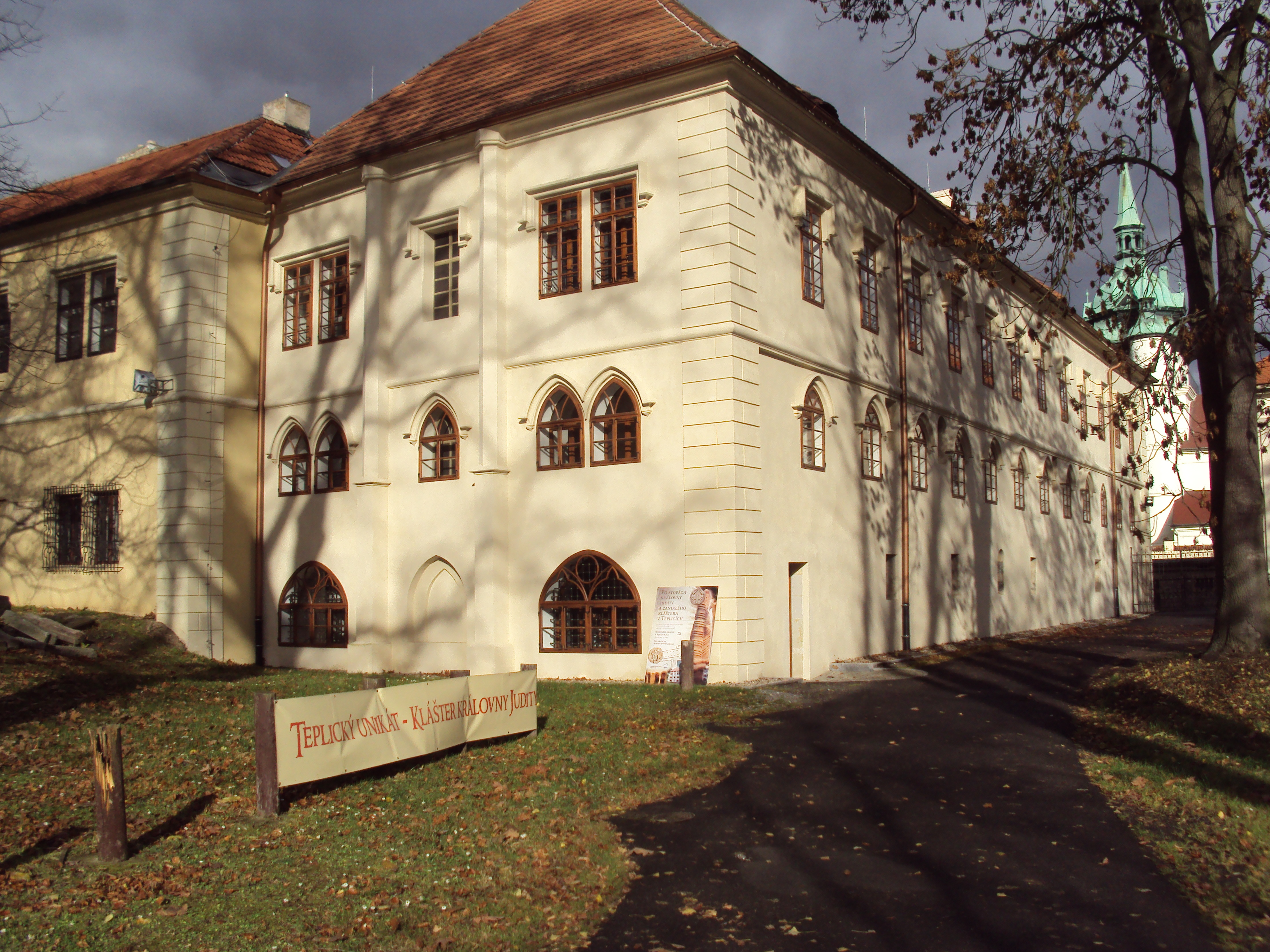
Монастир Юдит у Тепліці, задня частина замку

Дані про дитинство Юдит відсутні. Вона була молодшою дитиною у ландграфа Тюрингії  Людвіга I і народилася приблизно в 1135/1140 роках.
В 1153 році Юдит одружилася з чеським князем Владиславом II. Для нього це був уже другий шлюб. Перша дружина князя, Гертруда Бабенберзька, померла за три роки до цього. Одружитися з Юдит князю Владиславу порадив його наставник — празький єпископ Данило. Ймовірно, що нареченій в той час було 13–18 років, а її чоловік був старше на 25–30 років.
Чеські князі вже до цього зупиняли вибір на представницях Тюрингського дому. Вже до цього старша сестра Юдит, Сесилія, одружилася з Олдрихом, сином чеського князя Собіслава I. Але набагато важливішим було і те, що брат Юдит, ландграф Людвіг II, був одружений з сестрою імператора Священної Римської імперії Фрідріха I Барбаросси. Таким чином, завдяки шлюбу з Юдит Владислав поріднився з імператором.
Від цього шлюбу Юдит народила двох синів і доньку, проте роки їх народження точно не встановлені. Найбільш відомий з них старший, Пржемисл Оттокар I, який став першим спадкоємним королем Чехії, зміг зміцнити центральну владу і послабити політичну самостійність магнатів. Імена дітям в Середньовіччі як правило давали матері, тому на думку істориків, саме Юдит належала ідея назвати немовля Пржемисл — на честь  легендарного засновника династії Пржемисловичів.
Хроністи того часу відзначають, що Юдит була дуже гарна, розумна, смілива і заповзятлива. Крім того вона була добре освічена, знала усну і письмову латину. Юдит була хорошою помічницею Владиславу, який нерідко залишав її заміщати князя під час його відсутності.
У січні 1158 року Владислав II за рішенням імператора Фрідріха I Барбаросси був коронований як король Чехії. Джерела не повідомляють, чи була коронована з ним Юдит, але пізніше хроністи називають її «королева Юдит».
У 1157 році під час повені був зруйнований дерев'яний міст, який стояв недалеко від старого броду Влтави під Празьким замком. Замість нього був побудований кам'яний міст, названий на честь королеви — Юдитин міст. Його будівництво було розпочато в 1158 році, завершено до 1172 році. Будував його італійський архітектор, ініціатором запрошення якого була Юдит. Міст був близько 514 метрів в довжину і близько 6,8 метрів в ширину, підтримувався він за допомогою 27 арок. Це був перший кам'яний міст в Чехії і він був найбільшим кам'яним мостом того часу. Міст був прикрашений скульптурами, які, ймовірно, зображували коронацію Владислава. Він розташовувався трохи північніше місця, де зараз знаходиться Карлів міст. Він простояв до лютого 1342 року, коли був зруйнований під час льодоходу. Залишки моста були виявлені в 2009 році водолазами на дні Влтави.
У 1172 році Владислав II був змушений відректися від престолу на користь старшого сина, від першого шлюбу, Берджиха, а сам вирушив у вигнання. Юдит з дітьми пішла за ним. Притулок вони знайшли в Тюрингії, батьківщині Юдит. Владислав помер в 1174 році.
Подальша доля Юдит невідома, також невідомо, де і коли вона померла. Однак останки Юдит були в середині XX століття виявлені в монастирі Тепліці, який вона, ймовірно, і заснувала. Згідно з проведеним Емануелем Влчеком антропологічним дослідженням, Юдит дожила до 75–80 років і можливо померла після 1210 року. Таким чином, вона встигла застати успішне правління свого старшого сина Пржемисла Оттокара.

## Родина
Чоловік — Владислав  (пом. 1174), князь Чехії з 1140, король Чехії з 1158 року. 
Діти:
- Пржемисл Оттокар І (1155/1170 —1230) — князь Чехії 1192–1193, 1197–1198, король Чехії з 1198 року
- Владислав Генріх (Індржих) (пом. 12 серпня 1222) — маркграф Моравії 1193–1194, 1197–1222, князь Чехії 22 липня — 6 грудня 1197
- Рікса (пом. 1182) — чоловік: з 1177 року Генріх Австрійський Старший (1158 — 31 серпень 1223) — герцог Медлінгу